# Classe Bronstein
La classe Bronstein, est une classe de deux frégates de l'US Navy construits entre 1961 et 1963 pour suivre la classe Claud Jones et actifs entre 1963 et 1990.